# Kajakarstwo na Letnich Igrzyskach Olimpijskich 2016 – K-2 200 m mężczyzn
K-2 200 metrów mężczyzn to jedna z konkurencji w kajakarstwie klasycznym rozgrywanych podczas Letnich Igrzysk Olimpijskich 2016. Kajakarze rywalizowali między 17 a 18 sierpnia na torze Lagoa Rodrigo de Freitas.

## Terminarz
Wszystkie godziny są podane w czasie brazylijskim (UTC-03:00)
| Data             | Godzina |            |
| ---------------- | ------- | ---------- |
| 17 sierpnia 2016 | 08:51   | Eliminacje |
| 17 sierpnia 2016 | 10:10   | Półfinały  |
| 18 sierpnia 2016 | 09:47   | Finały     |

## Wyniki

### Eliminacje
Najlepsza osoaba z każdego biegu awansowała do finału A pozostałe osady awansowały do półfinału.
Bieg 1
| Pozycja | Zawodnicy                                               | Państwo   | Czas   | Uwagi |
| ------- | ------------------------------------------------------- | --------- | ------ | ----- |
| 1       | Aurimas Lankas Edvinas Ramanauskas                      | Litwa     | 31.755 | FA    |
| 2       | Nebojša Grujić Marko Novaković                          | Serbia    | 31.776 |       |
| 3       | Maxime Beaumont Sébastien Jouve                         | Francja   | 31.855 |       |
| 4       | Ryan Cochrane Hugues Fournel                            | Kanada    | 32.749 |       |
| 5       | Edson Isaias Freitas da Silva Gilvan Bitencourt Ribeiro | Brazylia  | 33.021 |       |
| 6       | Daniel Bowker Jordan Wood                               | Australia | 34.246 |       |

Bieg 2
| Pozycja | Zawodnicy                             | Państwo          | Czas   | Uwagi |
| ------- | ------------------------------------- | ---------------- | ------ | ----- |
| 1       | Saúl Craviotto Cristian Toro          | Hiszpania        | 31.161 | FA    |
| 2       | Sándor Tótka Péter Molnár             | Węgry            | 31.438 |       |
| 3       | Liam Heath Jon Schofield              | Wielka Brytania  | 31.534 |       |
| 4       | Tom Liebscher Ronald Rauhe            | Niemcy           | 31.572 |       |
| 5       | Siergiej Tokarnicki Andriej Jerguczew | Kazachstan       | 33.807 |       |
| 6       | Choi Min-kyu Cho Gwang-hee            | Korea Południowa | 33.825 |       |
| 7       | Alberto Ricchetti Mauro Crenna        | Włochy           | 34.000 |       |

### Półfinały
Pierwsze trzy osady z każdego półfinału awansowały do finału A, pozostałe do finału B.
Półfinał 1
| Pozycja | Zawodnicy                             | Państwo          | Czas   | Uwagi |
| ------- | ------------------------------------- | ---------------- | ------ | ----- |
| 1       | Sándor Tótka Péter Molnár             | Węgry            | 32.138 | FA    |
| 2       | Maxime Beaumont Sébastien Jouve       | Francja          | 32.526 | FA    |
| 3       | Ryan Cochrane Hugues Fournel          | Kanada           | 33.494 | FA    |
| 4       | Choi Min-kyu Cho Gwang-hee            | Korea Południowa | 33.767 |       |
| 5       | Siergiej Tokarnicki Andriej Jerguczew | Kazachstan       | 35.151 |       |

Półfinał 2
| Pozycja | Zawodnicy                                               | Państwo         | Czas   | Uwagi |
| ------- | ------------------------------------------------------- | --------------- | ------ | ----- |
| 1       | Liam Heath Jon Schofield                                | Wielka Brytania | 31.899 | FA    |
| 2       | Tom Liebscher Ronald Rauhe                              | Niemcy          | 32.061 | FA    |
| 3       | Nebojša Grujić Marko Novaković                          | Serbia          | 32.513 | FA    |
| 4       | Edson Isaias Freitas da Silva Gilvan Bitencourt Ribeiro | Brazylia        | 33.359 |       |
| 5       | Alberto Ricchetti Mauro Crenna                          | Włochy          | 34.318 |       |
| 6       | Daniel Bowker Jordan Wood                               | Australia       | 34.845 |       |

### Finały

#### Finał B
| Pozycja | Zawodnicy                                               | Państwo          | Czas   | Uwagi |
| ------- | ------------------------------------------------------- | ---------------- | ------ | ----- |
| 1       | Choi Min-kyu Cho Gwang-hee                              | Korea Południowa | 33.812 |       |
| 2       | Edson Isaias Freitas da Silva Gilvan Bitencourt Ribeiro | Brazylia         | 33.992 |       |
| 3       | Daniel Bowker Jordan Wood                               | Australia        | 35.334 |       |
| 4       | Siergiej Tokarnicki Andriej Jerguczew                   | Kazachstan       | 35.427 |       |
| 5       | Alberto Ricchetti Mauro Crenna                          | Włochy           | 35.516 |       |

#### Finał A
| Pozycja | Zawodnicy                          | Państwo         | Czas   | Uwagi |
| ------- | ---------------------------------- | --------------- | ------ | ----- |
| złoto   | Saúl Craviotto Cristian Toro       | Hiszpania       | 32.075 |       |
| srebro  | Liam Heath Jon Schofield           | Wielka Brytania | 32.368 |       |
| brąz    | Aurimas Lankas Edvinas Ramanauskas | Litwa           | 32.382 |       |
| 4       | Sándor Tótka Péter Molnár          | Węgry           | 32.412 |       |
| 5       | Tom Liebscher Ronald Rauhe         | Niemcy          | 32.488 |       |
| 6       | Nebojša Grujić Marko Novaković     | Serbia          | 32.656 |       |
| 7       | Maxime Beaumont Sébastien Jouve    | Francja         | 32.699 |       |
| 8       | Ryan Cochrane Hugues Fournel       | Kanada          | 33.767 |       |